# Busman's Honeymoon
Busman's Honeymoon (in het Nederlands verschenen onder de titel Met de dood op huwelijksreis) is een detectiveverhaal van de Engelse schrijfster Dorothy L. Sayers uit 1937. Het is het laatste verhaal, althans van de hand van Sayers zelf, in een serie van elf romans rond de aristocratische amateurdetective Lord Peter Wimsey, die overigens ook een rol speelt in een serie korte verhalen van de schrijfster. Het is tevens de vierde (en ook laatste) roman waarin de detectiveschrijfster Harriet Vane een rol speelt.

## Titelverklaring
De Engelstalige titel van het boek verwijst naar de uitdrukking busman's holiday, een situatie waarin iemand in zijn vrije tijd eigenlijk dezelfde werkzaamheden uitvoert als in het dagelijks leven, zoals een buschauffeur die tijdens zijn vakantie een bus bestuurt. In dit geval slaat het op het feit dat de twee hoofdpersonen, Peter Wimsey als speurneus en zijn nieuwbakken echtgenote Harriet Vane als detectiveschrijfster, tijdens hun huwelijksreis geconfronteerd worden met een moordgeval in hun eigen huis, juist op het moment dat zij hadden besloten om een punt te zetten achter hun bemoeienissen met criminele zaken.

## Voorgeschiedenis
Peter Wimsey ontmoet Harriet Vane voor het eerst in het verhaal Strong Poison (1930) waarin hij onmiddellijk verliefd op haar wordt en haar weet vrij te pleiten van een in haar schoenen geschoven moord. Zij wijst een op dankbaarheid gevestigde verbintenis echter af, waarna er een complexe relatie tussen de twee ontstaat, die zich ontwikkelt in de romans Have His Carcase (1932) en Gaudy Night (1935). Uiteindelijk weet hij haar hart te winnen en in het laatste deel komt het tot een huwelijk.

## Korte inhoud
Na de huwelijksvoltrekking reist het echtpaar af naar een huis in Hertfordshire, Talboys genaamd, dat Wimsey bij wijze van huwelijksgeschenk heeft gekocht. Tot hun ongenoegen treffen zij het huis afgesloten en verlaten aan. Zij weten zich uiteindelijk toch toegang te verschaffen en brengen in redelijk opgewekte toestand hun huwelijksnacht door. De volgende dag worden zij echter geconfronteerd met de ontdekking van een lijk in de kelder, dat het ontzielde lichaam blijkt te zijn van de vorige eigenaar.
Onvermijdelijk volgen hierop de nodige naspeuringen in het dorp en de nabije omgeving, waarbij de echtelieden zich noodzakelijkerwijs niet onbetuigd kunnen laten.
Uiteindelijk komt de waarheid achter de moord aan het licht en zal het komen tot een veroordeling van de dader. Hiermee komen echter bij Wimsey oude frustraties boven waar het gaat om de doodstraf die mede door zijn toedoen aan daders wordt opgelegd. Ook oude oorlogsherinneringen die hem regelmatig kwellen komen daarbij weer aan de oppervlakte. Hij doet een wanhopige poging om Harriet te vrijwaren van zijn scrupules, maar zij weet hem op het cruciale moment met begrip en liefde te ondersteunen.

## Toneel- en filmproducties
Voordat het verhaal als roman werd gepubliceerd was er een toneelversie die in 1936 in productie ging. Sayers schreef het script samen met haar vriendin Muriel St. Clare Byrne.
Het verhaal werd in 1940 verfilmd onder regie van Arthur B. Woods met Robert Montgomery in de hoofdrol. In de Verenigde Staten werd de film uitgebracht onder de titel Haunted Honeymoon.